# Alfred Theodore MacConkey
Alfred Theodore MacConkey (1861-1931) foi um bacteriologista britânico criador do meio de cultura ágar MacConkey utilizado na detecção de bactérias gram-negativas.
MacConkey, filho de um ministro de West Derby, estudou medicina em Cambridge e no Guy's Hospital. Ele inicialmente entrou em consultório particular em Beckenham, Kent, mas decidiu se especializar em bacteriologia, juntando-se ao departamento de bacteriologia do Guy's Hospital em 1897. Tornou-se um bacteriologista assistente servindo a Comissão Real de Eliminação de Esgotos em Liverpool, onde desenvolveu o meio de cultura que leva seu nome, e posteriormente transferido para o Instituto Lister. Aposentou-se em 1926 e morreu em 1931 em Brindley Heath, Surrey.